# برايان كاسل
برايان كاسل (بالإنجليزية: Brian Castle)‏ هو قسيس بريطاني، ولد في 7 سبتمبر 1949.